# Lactobacillus vaccinostercus
Lactobacillus vaccinostercus è una specie di batterio appartenente alla famiglia delle Lactobacillaceae.